# Зваре (Кедский муниципалитет)
Зваре (груз. ზვარე) — село в Кедском муниципалитете Грузии.

## География
Село находится на юго-западном склоне Месхетского хребта, на правом берегу реки Аджарисцкали, на расстоянии в 7 километрах от посёлка городского типа Кеда, административного центра муниципалитета. Абсолютная высота — 480 метров над уровнем моря.

## Население
По данным переписи 2014 года в Зваре проживает 201 человек.

### Демография
| Год  | Население |
| ---- | --------- |
| 2002 | 190       |
| 2014 | 201       |

### Национальный состав
По национальной структуре грузины составили 100% населения села.